# …And Then There Were Three…
Az 1978-as …And Then There Were Three… a Genesis kilencedik stúdióalbuma. Ez volt a zenekar első albuma, melyet Steve Hackett kiválása után készítettek el, erre utal a lemez címe is. Ezen az albumon az együttes zenéje tovább távolodott a korábbi évek hosszú kompozícióitól, a Follow You, Follow Me című dal hatására pedig az album a Genesis első amerikai aranylemeze lett.

## Az album dalai
1. Down and Out – 5:28 (Rutherford, Banks, Collins)
2. Undertow – 4:47 (Banks)
3. Ballad of Big – 4:51 (Rutherford, Banks, Collins)
4. Snowbound – 4:31 (Rutherford)
5. Burning Rope – 7:10 (Banks)
6. Deep in the Motherlode – 5:16 (Rutherford)
7. Many Too Many – 3:32 (Banks)
8. Scenes from a Night's Dream – 3:30 (Banks, Collins)
9. Say It's Alright Joe – 4:21 (Rutherford)
10. The Lady Lies – 6:08 (Banks)
11. Follow You Follow Me – 4:01 (Rutherford, Banks, Collins)

## Közreműködött
- Phil Collins – ének, dob, ütőhangszerek
- Mike Rutherford – basszusgitár, gitár
- Tony Banks – billentyűs hangszerek